# Jules Brulatour
Jules Brulatour, nato Pierre Ernest Jules Brulatour (New Orleans, 7 aprile 1870 – New York, 26 ottobre 1946), è stato un produttore cinematografico statunitense.
Fondatore della casa di produzione Peerless Pictures, fu uno dei pionieri dell'industria cinematografica americana.

## Biografia
Nato nel 1870 a New Orleans, iniziò a lavorare nel cinema nel 1907 come rappresentante negli Stati Uniti della distribuzione delle pellicole dei fratelli Lumière. Nel 1909, collaborò con Carl Laemmle alla creazione della Motion Picture Distributing and Sales Company, un organismo che doveva indebolire la preponderanza della Motion Picture Patents Company, trust che aveva a capo Thomas Edison e che monopolizzava la distribuzione cinematografica negli USA. Attraverso la MPDSC, un numero sempre crescente di produttori indipendenti poteva accedere alla distribuzione su tutto il territorio nazionale, sfuggendo alle limitazioni e agli obblighi imposti dalla MPPC come quello di dover usare solo materiali quali le macchine di proiezioni forniti esclusivamente dal trust. Brulatour, rimasto distributore dei Lumière, mise a disposizione i magazzini della casa francese. La cosa tagliò i profitti del magnate della Kodak George Eastman, che era fornitore in esclusiva del Trust Edison. Eastman si rese ben presto conto che la sua posizione, fino a quel momento ben salda, stava vacillando sotto i colpi che stava subendo la MPPC e offrì a Brulatour di entrare alla Kodak, con un contratto che impegnava l'industriale a vendere i suoi materiali agli indipendenti. Brulatour accettò, dando inizio così a una lunga collaborazione con la Eastman Kodak di cui diventò capo della distribuzione.
Oltre alla sua posizione manageriale alla Kodak e al suo posto di presidente alla Motion Picture Patents Company, Brulatour proseguì il suo lavoro con altre attività: lanciò la Animated Weekly e fu uno dei co-fondatori della casa di produzione Peerless Pictures. Fu pure consulente e produttore per la francese Éclair che aveva aperto nel 1911 un grande studio a Fort Lee, nel New Jersey, una località che, all'epoca, era un polo di attrazione per l'industria del cinema americano. L'Eclair, industria leader nel mondo della tecnica cinematografica, dopo aver aperto la sua filiale negli Stati Uniti, venne salutata come una mecca anche per i numerosi talenti che vi lavoravano e che Burlatour aiutò a crescere. 

### Dorothy Gibson

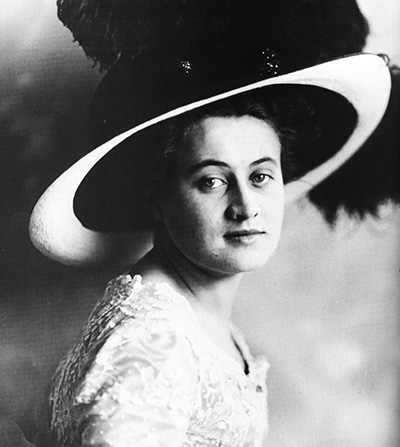
Dorothy Gibson

La sua prima attrice Dorothy Gibson era una famosa modella che aveva lavorato con i migliori illustratori americani quali Harrison Fisher e che diventò la star dell'Eclair American. Ma non solo, si fece pure sposare da Brulatour che dovette divorziare dalla prima moglie Clara Isabelle Brulatour dopo uno scandalo in cui lui e la sua amante erano stati coinvolti.  

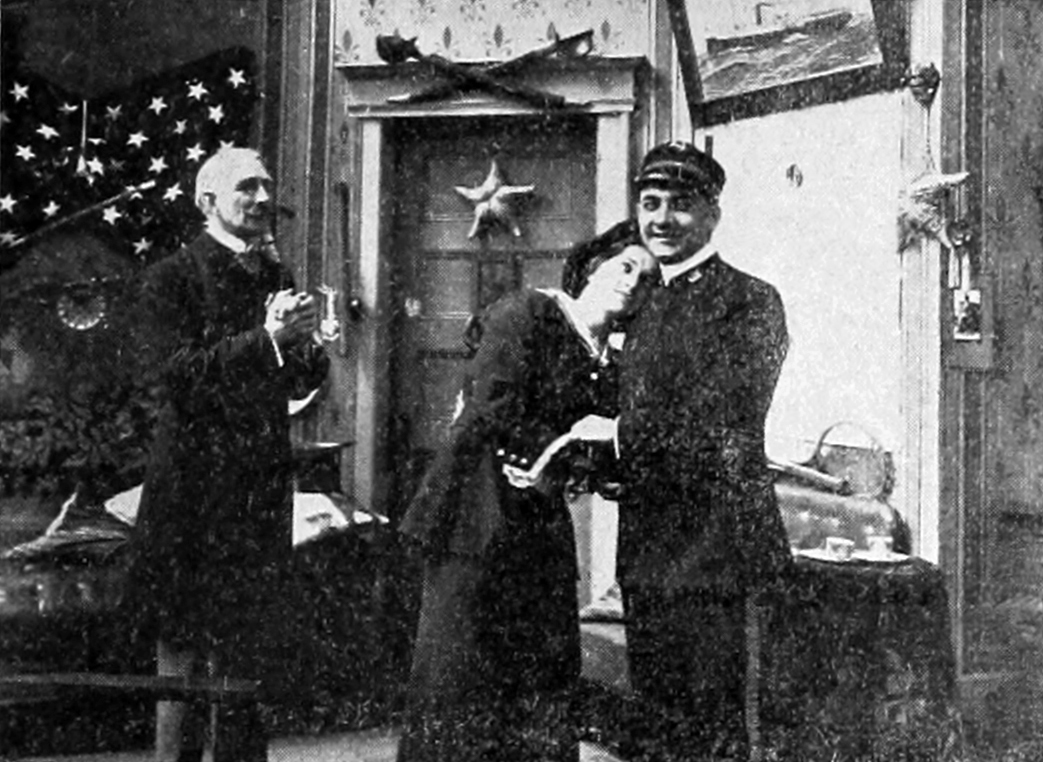
Alec B. Francis, Dorothy Gibson e John G. Adolfi in Salvata dal Titanic

Gibson aveva dato prova di una discreta personalità di attrice specialmente come commediante in alcuni film a un rullo. Il suo ruolo più conosciuto però resta l'interpretazione che dette di sé stessa in Saved From the Titanic, un film basato sull'esperienza personale dell'attrice che fu una delle sopravvissute del naufragio del Titanic. Il cortometraggio, prodotto da Brulatour, fu il primo di una lunga di film che avevano come soggetto il più famoso naufragio della storia. Venne distribuito il 16 maggio 1912, un mese dopo l'affondamento del piroscafo. Brulatour produsse anche il primo newsreel sul disastro (Animated Weekly nº 7, uscito il 22 aprile 1912).
Dopo il successo del film, Dorothy Gibson - che aveva 23 anni - si ritirò dalla Éclair, impegnandosi a studiare come cantante lirica con l'incoraggiamento di Brulatour che le pagava gli studi. Nel 1913, la sua nuova carriera fu interrotta da un incidente automobilistico in cui lei rimase coinvolta e nel quale restò ucciso un pedone. Le indagini sul caso rivelarono che l'automobile condotta da Dorothy apparteneva a Brulatour e che lei ne era l'amante. Benché il produttore vivesse già separato dalla moglie dalla quale aveva avuto tre figli, Claude Jules, Yvonne e Ruth Marie, lo scandalo indusse Isabelle Brulatour a chiedere il divorzio che sanciva la fine del matrimonio, divorzio che ottenne nel 1915.

### Universal
Nel frattempo, Brulatour era tornato a collaborare con Carl Laemmle il quale stava creando l'Universal Film Manufacturing Company (quella che in seguito sarebbe diventata l'Universal Pictures). L'intesa che metteva le basi alla futura major fu firmata l'8 giugno 1912 da Carl Laemmle, Pat Powers, Mark Dintenfass e Bill Swanson. Questa fusione attirò nella società altri nomi di indipendenti e, nel 1914, nacque così ufficialmente l'Universal Film Manufacturing Company che aveva la sua sede nella San Fernando Valley. La nuova casa di produzione assorbì Independent Moving Pictures, Rex Film Company, Éclair American, Nestor Film Company, New York Motion Picture Company, Champion Film Company, Powers Motion Picture Company e Yankee Film Company.
Diventato il primo presidente dell'Universal, Brulatour fu accusato da George Eastman di conflitto di interessi. Benché ricusasse l'accusa, si dimise dalla carica. Per lui, l'Universal fu un incidente di percorso. Ma la casa di produzione si dimostrò una pietra miliare nella storia dell'industria cinematografica: rivelò il potere che i piccoli indipendenti avevano potuto raggiungere con quella fusione che decretò il trionfo del libero mercato. Non solo, la nascita dell'Universal portò anche alla creazione del primo grande studio di Hollywood costruito tra il 1914 e il 1915, Universal City, che Laemmle portò a compimento nello sforzo di centralizzare le operazioni di produzione dei film.

### Influenza politica sulla produzione cinematografica
Nel 1914, Brulatour fece costruire a Fort Lee dei grandi teatri di posa per la Peerless Pictures, ristrutturando gli uffici e i magazzini di stoccaggio dell'Éclair che erano bruciati, distruggendo quasi tutti i negativi delle pellicole prodotte negli ultimi tre anni. Tra il 1915 e il 1916, mentre la sua amante appariva con modesto successo in alcune produzioni del Metropolitan Opera House, Brulatour venne promosso presidente della Eastman Kodak Company. Contribuì anche alla creazione di un nuovo studio, la Paragon Films, per il quale fece costruire un grande impianto per la produzione in loco degli archivi Eastman.
Nel 1917, Brulatour era un uomo non solo molto ricco (la sua fortuna si aggirava su svariati milioni di dollari), ma, politicamente, anche molto potente. In quell'anno, fu nominato nel comitato esecutivo della National Association of the Motion Picture Industry e rappresentò l'industria cinematografica nei rapporti con il l'organismo governativo che, in periodo di guerra, controllava la promozione dei film di propaganda. La sua posizione di alto profilo lo portò a regolarizzare la sua relazione con Dorothy Gibson che sposò il 16 luglio 1917, una settimana prima del suo incontro ufficiale con il presidente degli Stati Uniti Woodrow Wilson e con McAdoo, il Segretario del Dipartimento del Tesoro.
L'anno dopo, però, Brulator si dimise a causa delle accuse - mai dimostrate - di influenza indebita e di pressioni da parte del magnate della carta stampata William Randolph Hearst oltre ad essere stato coinvolto in una storia di tangenti, anche questa mai provata.

## Filmografia

### Attore
- Roses and Thorns (1912)